# 王卿 (西汉)
王卿（前2世纪—前98年）。一作王延年，琅琊郡人。西漢御史大夫。
天汉元年（前100年），汉武帝任命济南郡太守王卿为御史大夫，接替王延廣。
天汉三年（前98年）二月，王卿获罪自杀，由杜周接替担任御史大夫。
| 西漢          |                             |             |
| 漢帝國官銜    |                             |             |
| 前任： 王延廣 | 西汉御史大夫 前100年—前98年 | 繼任： 杜周 |

## 註解
1. ↑  荀悦《汉纪》卷14 孝武皇帝紀 5
2. ↑  《汉书》卷六：三年春二月，御史大夫王卿有罪，自殺。